# Tales of the TARDIS
Tales of the TARDIS (trad. litt : Les Contes du TARDIS) est un spin-off de la série télévisée britannique Doctor Who créé à l'occasion du 60e Anniversaire de cette dernière. Ce spin-off a pour but de réunir des acteurs et actrices de la série afin de se réunir dans un "Memory TARDIS" pour repenser à une aventure qu'ils ont vécu.
Les 6 premiers épisodes ont été publiés le 1er novembre 2023 sur BBC iPlayer lors de l'officialisation du Whoniverse.
Un ultime épisode a été diffusé le 20 juin 2024 sur BBC Four et revient sur un épisode de l'ère du Quatrième Docteur dénommé Pyramids of Mars (1975).

## Accroche
Se réveillant dans un étrange TARDIS, d'anciens Docteurs et amis du Docteur se retrouvent et parlent d'une aventure qu'ils ont vécu ensemble dans un "Memory TARDIS" se nourrissant des souvenirs.

## Distribution
Ce spin-off voit le retour d'anciens Docteurs et compagnons apparu dans Doctor Who, principalement de la Série Classique (1963-1989).

### Le Docteur
- Peter Davison : Cinquième Docteur (Épisode 1)
- Colin Baker : Sixième Docteur (Épisode 3)
- Sylvester McCoy : Septième Docteur (Épisode 6)
- Ncuti Gatwa : Quinzième Docteur (Épisode 7)

### Compagnons
- Janet Fielding : Tegan Jovanka (Épisode 1)
- Frazer Hines : Jamie McCrimmon (Épisode 2)
- Wendy Padbury : Zoe Heriot (Épisode 2)
- Nicola Bryant : Peri Brown (Épisode 3)
- Katy Manning : Jo Grant (Épisode 4)
- Daniel Anthony : Clyde Langer (Épisode 4)
- Maureen O'Brien : Vicki (Épisode 5)
- Peter Purves : Steven Taylor (Épisode 5)
- Sophie Aldred : Ace (Épisode 6)
- Millie Gibson : Ruby Sunday (Épisode 7)

## Épisodes

### Liste des épisodes
| N° | Titre original                | Scénario         | Réalisation        | Docteurs | Compagnons    | Première diffusion |
| -- | ----------------------------- | ---------------- | ------------------ | -------- | ------------- | ------------------ |
| 1  | Earthshock (97 min)           | Russell T Davies | Joshua M.G. Thomas | 5e       | Tegan         | 1er novembre 2023, |
| 2  | The Mind Robber (98 min)      | Pete McTighe     | Joshua M.G. Thomas | NC       | Jamie, Zoe    | 1er novembre 2023, |
| 3  | Vengeance on Varos (93 min)   | Phil Ford        | Joshua M.G. Thomas | 6e       | Peri          | 1er novembre 2023, |
| 4  | The Three Doctors (102 min)   | Phil Ford        | Joshua M.G. Thomas | NC       | Jo, Clyde     | 1er novembre 2023, |
| 5  | The Time Meddler (97 min)     | Phil Ford        | Joshua M.G. Thomas | NC       | Vicki, Steven | 1er novembre 2023, |
| 6  | The Curse of Fenric (111 min) | Pete McTighe     | Joshua M.G. Thomas | 7e       | Ace           | 1er novembre 2023, |
| 7  | Pyramids of Mars (76 min)     | Russell T Davies | Jamie Donoughue    | 15e      | Ruby          | 20 juin 2024       |

### Résumé des épisodes
| N° | Titre original      | Scénario         | Réalisation        | Docteurs | Compagnons    | Première diffusion |
| --- | ------------------- | ---------------- | ------------------ | -------- | ------------- | ------------------ |
| 1 | Earthshock          | Russell T Davies | Joshua M.G. Thomas | 5e       | Tegan         | 1er novembre 2023  |
| Le Cinquième Docteur et Tegan se retrouvent et se souviennent de leur terrifiante aventure contre les Cybermen pour sauver la Terre… et de l'ami qu'ils ont perdu en chemin. Au XXVIe siècle, le Docteur, Adric, Nyssa et Tegan viennent en aide à un peloton de soldats enquêtant sur le meurtre d'une équipe scientifique dans un complexe de grottes sur Terre. Le Docteur découvre que les tueurs sont en réalité des androïdes au service des Cybermen et gardent une bombe destinée à détruire la planète. Le Docteur désarme l'explosif mais en traçant le signal de détonation, il apprend que le plus grand danger est encore à venir. Les Cybermen se sont cachés à bord d'un cargo en route vers la Terre, qui servira sans le savoir de tête de pont à une invasion massive. |                     |                  |                    |          |               |                    |
| 2 | The Mind Robber     | Pete McTighe     | Joshua M.G. Thomas | NC       | Jamie, Zoe    | 1er novembre 2023  |
| Jamie McCrimmon et Zoe Heriot se retrouvent et se souviennent de leur rencontre avec des robots, des soldats mécaniques et Méduse dans un pays de fiction gouverné par un mystérieux maître. En faisant sauter un lien fluide, le Docteur est obligé d'utiliser l'unité d'urgence pour éloigner le TARDIS du danger et même de la réalité elle-même : au Pays de la Fiction. Ici, il rencontre des personnages de fiction, tels que Raiponce, Lemuel Gulliver et Méduse. |                     |                  |                    |          |               |                    |
| 3 | Vengeance on Varos  | Phil Ford        | Joshua M.G. Thomas | 6e       | Peri          | 1er novembre 2023  |
| Le Sixième Docteur et Peri Brown se retrouvent et se souviennent de leur conflit sur la planète minière Varos : un monde qui divertit ses habitants avec des émissions télévisées sadiques. Lorsque le TARDIS manque de minerai vital de Zyton-7, le Docteur effectue un atterrissage d'urgence sur la planète Varos, riche en minerai. Varos est une ancienne colonie pénitentiaire dont les habitants ne tirent désormais leur plaisir que des tortures télévisées qui défilent perpétuellement sur leurs écrans. Le gouverneur de Varos est engagé dans des négociations avec l'impitoyable homme d'affaires Sil, qui tente de tromper les Varosiens sur leur profit légitime de Zyton-7. C'est au Docteur et à Peri d'arrêter les plans de Sil et de sortir les indigènes de Varos de leur cycle quotidien de vidéos méchantes. |                     |                  |                    |          |               |                    |
| 4 | The Three Doctors   | Phil Ford        | Joshua M.G. Thomas | NC       | Jo, Clyde     | 1er novembre 2023  |
| Jo Grant et Clyde Langer se retrouvent alors qu'elle se souvient du moment où les Seigneurs du Temps ont convoqué trois Docteurs pour combattre un redoutable adversaire du passé de Gallifrey. Lorsqu'Omega, un pionnier de la civilisation des Seigneurs du Temps piégé dans un autre univers, commence à détruire notre univers, les Seigneurs du Temps font appel à l'aide du Docteur - ses 3 incarnations. |                     |                  |                    |          |               |                    |
| 5 | The Time Meddler    | Phil Ford        | Joshua M.G. Thomas | NC       | Vicki, Steven | 1er novembre 2023  |
| Steven Taylor et Vicki se retrouvent et se souviennent de leur première aventure en combattant un Moine voyageant dans le temps sur le point de changer le cours de l'histoire en 1066. Le Premier Docteur et Vicki trouvent Steven à bord du TARDIS. Ils arrivent en Northumbrie en 1066. Le Docteur se rend dans un monastère et trouve un gramophone, mais est bientôt piégé par le Moine. Steven et Vicki découvrent le TARDIS du Moine et déterminent qu'il doit provenir du même endroit que le Docteur. Le Docteur finit par s'échapper et prend le dessus contre le Moine, qui révèle son plan visant à détruire la flotte viking, empêchant la bataille de Stamford Bridge et laissant les soldats saxons complètement frais pour vaincre Guillaume de Normandie à la bataille d'Hastings. Il se vante que son plan accélérerait le développement de l'humanité de plusieurs siècles. Le Docteur dénonce le Moine pour avoir cherché à modifier le cours de l'histoire et l'oblige à révéler son TARDIS, où ils retrouvent Steven et Vicki. Le Docteur prend le contrôle dimensionnel du TARDIS du Moine, laissant l'intérieur rétréci au-delà de toute utilisation et le Moine bloqué en 1066. |                     |                  |                    |          |               |                    |
| 6 | The Curse of Fenric | Pete McTighe     | Joshua M.G. Thomas | 7e       | Ace           | 1er novembre 2023  |
| Le Septième Docteur et Ace se retrouvent et se souviennent de leur combat contre un mal ancien lors de la Seconde Guerre mondiale, où une malédiction viking ramène les morts à la vie. Le Docteur et Ace atterrissent en Angleterre pendant la Seconde Guerre mondiale, dans une base balnéaire secrète qui abrite l'Ultima Machine, un puissant appareil de décryptage. Mais des perturbations empoisonnent l'installation : les Russes tentent de voler l'Ultima, de mystérieuses runes vikings sont découvertes dans la crypte d'une église et des Haemovores vampiriques surgissent de l'océan. Le Docteur découvre que son ancien ennemi, Fenric, a manipulé les événements afin de gagner sa liberté. Et au cœur des projets de Fenric n’est autre qu’Ace. |                     |                  |                    |          |               |                    |
| 7 | Pyramids of Mars    | Russell T Davies | Jamie Donoughue    | 15e      | Ruby          | 20 juin 2024       |
| Loin dans le temps, à bord d'un vieux "Memory TARDIS", le Quinzième Docteur et Ruby Sunday s'arrêtent dans la bataille pour réfléchir à leurs récentes aventures. En 1911, une menace ancienne surgit dans les tombes égyptiennes et sème la terreur dans une maison de campagne anglaise. Sutekh s’est levé et le monde doit se méfier. Le belliciste osirien, cherche à être libéré de sa prison et recrute des serviteurs sur Terre. |                     |                  |                    |          |               |                    |

### Détails des épisodes

#### Tales of the TARDIS:Earthshock
- Royaume-Uni : 1er novembre 2023 sur BBC iPlayer

Peter Davison
Janet Fielding

#### Tales of the TARDIS:The Mind Robber
- Royaume-Uni : 1er novembre 2023 sur BBC iPlayer

Frazer Hines
Wendy Padbury

#### Tales of the TARDIS:Vengeance on Varos
- Royaume-Uni : 1er novembre 2023 sur BBC iPlayer

Colin Baker
Nicola Bryant

#### Tales of the TARDIS:The Three Doctors
- Royaume-Uni : 1er novembre 2023 sur BBC iPlayer

Katy Manning
Daniel Anthony

#### Tales of the TARDIS:The Time Meddler
- Royaume-Uni : 1er novembre 2023 sur BBC iPlayer

Peter Purves
Maureen O'Brien

#### Tales of the TARDIS:The Curse of Fenric
- Royaume-Uni : 1er novembre 2023 sur BBC iPlayer

Sylvester McCoy
Sophie Aldred

#### Tales of the TARDIS:Pyramids of Mars
- Royaume-Uni : 20 juin 2024 sur BBC Four

Ncuti Gatwa
Millie Gibson

## Liens avecDoctor Who
- Le 1er épisode de Tales of the TARDIS revient sur l'arc Eartshock, épisode 6 de la Saison 19, diffusé à l'origine entre le 8 mars 1982 et le 16 mars 1982 écrit par Eric Saward et réalisé par Peter Grimwade avec Peter Davison dans le rôle du Cinquième Docteur, Matthew Waterhouse dans le rôle de Adric, Sarah Sutton dans le rôle de Nyssa et Janet Fielding dans le rôle de Tegan Jovanka. Cet épisode met en avant les Cybermen ainsi que le départ de l'acteur Matthew Waterhouse dans le rôle de Adric.
- Le 2e épisode de Tales of the TARDIS revient sur l'arc The Mind Robber, épisode 2 de la Saison 6, diffusé à l'origine entre le 14 septembre 1968 et le 12 octobre 1968 écrit par Peter Ling et Derrick Sherwin et réalisé par David Maloney avec Patrick Troughton dans le rôle du Deuxième Docteur, Frazer Hines dans le rôle de Jamie McCrimmon et Wendy Padbury dans le rôle de Zoe Heriot.
- Le 3e épisode de Tales of the TARDIS revient sur l'arc Vengeance on Varos, épisode 6 de la Saison 22, diffusé à l'origine entre le 19 janvier 1985 et le 26 janvier 1985 écrit par Philip Martin et réalisé par Ron Jones avec Colin Baker dans le rôle du Sixième Docteur et Nicola Bryant dans le rôle de Peri Brown.
- Le 4e épisode de Tales of the TARDIS revient sur l'arc The Three Doctors, épisode 1 de la Saison 10, diffusé à l'origine entre le 30 décembre 1972 et le 20 janvier 1973 écrit par Bob Baker et Dave Martin et réalisé par Lennie Mayne avec Jon Pertwee dans le rôle du Troisième Docteur, Patrick Troughton dans le rôle du Deuxième Docteur, William Hartnell dans le rôle du Premier Docteur, Katy Manning dans le rôle de Jo Grant, Nicholas Courtney dans le rôle du Brigadier Sir Alistair Gordon Lethbridge-Stewart et Stephen Thorne dans le rôle d'Omega. Cet épisode fut diffusé à l'occasion du 10e anniversaire de la série, c'était la première fois que d'anciens acteurs ayant interprété le Docteur se retrouvent ensemble dans un seul et même épisode.
- Le 5e épisode de Tales of the TARDIS revient sur l'arc The Time Meddler, épisode 9 de la Saison 2, diffusé à l'origine entre le 3 juillet 1965 et le 24 juillet 1965 écrit par Dennis Spooner et réalisé par Douglas Camfield avec William Hartnell dans le rôle du Premier Docteur, Maureen O'Brien dans le rôle de Vicki, Peter Purves dans le rôle de Steven Taylor et Peter Butterworth dans le rôle du Moine Fouineur. Cet épisode est le premier de la série à faire intervenir un autre Seigneur du Temps que le Docteur.
- Le 6e épisode de Tales of the TARDIS revient sur l'arc The Curse of Fenric, épisode 3 de la Saison 26, diffusé à l'origine entre le 25 octobre 1989 et le 15 novembre 1989 écrit par Ian Briggs et réalisé par Nicholas Mallett avec Sylvester McCoy dans le rôle du Septième Docteur et Sophie Aldred dans le rôle de Ace.
- Le 7e épisode de Tales of the TARDIS revient sur l'arc Pyramids of Mars, épisode 3 de la Saison 13, diffusé à l'origine entre le 25 octobre 1975 et le 15 novembre 1975 écrit par Stephen Harris et réalisé par Paddy Russell avec Tom Baker dans le rôle du Quatrième Docteur et Elisabeth Sladen dans le rôle de Sarah Jane Smith. Cet épisode met en avant l'entité Sutekh, dieu de la mort, qui revient dans les épisodes La Légende de Ruby Sunday et L'Empire de Mort, épisodes finaux de la Saison 1 de 2024.

## Production
Le spin-off a été produit par l'actuel showrunner de Doctor Who, Russell T Davies, avec Julie Gardner et Jane Tranter, et a été écrit par Russell T Davies, Pete McTighe et Phil Ford. Sam Watts, le compositeur de The Sarah Jane Adventures, est revenu pour composer la musique de la série.
Dans le Doctor Who Magazine #596, l'éditeur de scénario de Doctor Who, Scott Handcock, a fait référence de manière énigmatique à une réunion de lancement en août 2023 pour quelque chose appelé "TOTT". Les fans ont spéculé sur ce que pourrait signifier cet acronyme. Tales of the TARDIS a ensuite été officiellement annoncé le 30 octobre 2023, et publié le 1er novembre 2023.
Le 5 juin 2024, il a été annoncé qu'un épisode spécial de Tales of the TARDIS sortirait le 20 juin 2024. Il a été confirmé le 17 juin 2024 que cet épisode de Tales of the TARDIS serait en lien avec l'arc Pyramids of Mars de 1975.
Russell T Davies a précisé sur Instagram, bien que la BBC et Bad Wolf aient conclu un accord de production et de distribution avec Disney Branded Television pour les nouveaux épisodes de Doctor Who, qu'il n'est actuellement pas prévu d'amener Tales of the TARDIS sur Disney+, aucun "argent Disney" n'étant impliqué dans la production. Pour le moment, la série sera exclusivement disponible au Royaume-Uni via BBC iPlayer.
Russell T Davies a également précisé lors d'un "in-vision commentary" sur l'épisode L'Empire de Mort de la Saison 1 de 2024, que le "Memory TARDIS" a été conçus pour le finale de cette saison et qu'il trouvait ça dommage de ne pas s'en servir d'avantage, c'est alors qu'il eu l'idée d'utiliser ce TARDIS pour concevoir quelque chose autour et c'est là qu'est né Tales of the TARDIS.